# Liste der National Historic Landmarks in Vermont
Diese vollständige Liste der National Historic Landmarks in Vermont nennt die 17 Stätten, die im US-Bundesstaat Vermont als National Historic Landmark (NHL) eingestuft sind und unter der Aufsicht des National Park Service stehen. Die Stätten werden nach den amtlichen Bezeichnungen im National Register of Historic Places geführt.

## Legende
| NHL  | National Historic Landmark          |
| NHLD | National Historic Landmark District |

## Übersicht
|    | Name der Stätte                              | Bild                              | Jahr          | Ort                                               | County     | Beschreibung |
| -- | -------------------------------------------- | --------------------------------- | ------------- | ------------------------------------------------- | ---------- | --- |
| 1  | Calvin Coolidge Homestead District           | Coolidge Homestead, 1976          | 23. Juni 1965 | Plymouth Notch 43° 32′ 8,2″ N, 72° 43′ 17,9″ W    | Windsor    | Geburtsstätte und Familienhaus von Präsident Calvin Coolidge. |
| 2  | Robert Frost Farm                            |                                   | 23. Mai 1968  | Ripton                                            | Addison    | Heimstätte des Dichters Robert Frost. Jetzt im Besitz des Middlebury College. |
| 3  | George Perkins Marsh Boyhood Home            |                                   | 11. Juni 1967 | Woodstock 43° 37′ 39,1″ N, 72° 31′ 6″ W           | Windsor    | George Perkins Marsh, ein US-amerikanischer Staatsmann und Schriftsteller, wohnte hier während seiner Jugendzeit.                                                                 |
| 4  | Justin S. Morrill Homestead                  | Justin S. Morrill Homestead       | 22. Sep. 1960 | Strafford 43° 51′ 39,5″ N, 72° 22′ 33,4″ W        | Orange     | Wohnhaus von Justin Smith Morrill, Mitglied im Repräsentantenhaus und Senator für Vermont.                                                                                        |
| 5  | Mount Independence                           |                                   | 28. Nov. 1972 | Orwell                                            | Addison    | Stätte des Fort Independence, einer Festung, die im Amerikanischen Unabhängigkeitskrieg gegenüber dem Fort Ticonderoga gebaut wurde.                                              |
| 6  | Naulakha                                     |                                   | 4. Nov. 1993  | Dummerston                                        | Windham    | Wohnhaus, in dem Rudyard Kipling das Dschungelbuch schrieb. |
| 7  | Robbins and Lawrence Armory and Machine Shop |                                   | 13. Nov. 1966 | Windsor 43° 28′ 21,9″ N, 72° 23′ 23″ W            | Windsor    | Errichtet 1846, ein schönes Beispiel der amerikanischen industriellen Architektur des 19. Jahrhunderts.                                                                           |
| 8  | Rockingham Meetinghouse                      | Rockingham Meetinghouse           | 16. Mai 2000  | Rockingham                                        | Windham    | Ein seltenes New-England-Versammlungshaus aus dem 18. Jahrhundert. |
| 9  | Socialist Labor Party Hall                   |                                   | 16. Mai 2000  | Barre                                             | Washington | Eine Stätte, wo sozialistische und anarchistische Politik debattiert wurde. |
| 10 | Rockeby Museum                               |                                   | 9. Dez. 1997  | Ferrisburgh 44° 13′ 13,7″ N, 73° 14′ 16,9″ W      | Addison    | Dieses Gehöft der Familie Robinson ist bedeutend für seine Rolle bei der Underground Railroad, einer Sklaven-Fluchtroute.                                                         |
| 11 | Round Church                                 | Round Church in Richmond          | 19. Juni 1996 | Richmond                                          | Chittenden | Die Round Church, gebaut von 1812 bis 1813, ist ein seltenes, guterhaltenes Beispiel eines sechzehn-seitigen Versammlungshauses.                                                  |
| 12 | St. Johnsbury Athenaeum                      |                                   | 19. Juni 1996 | St. Johnsbury 44° 24′ 38,5″ N, 72° 1′ 8,2″ W      | Caledonia  | Bedeutend aufgrund seiner Bauweise, den amerikanischen Gemälden und Büchern von seiner ursprünglichen Rolle als öffentliche Bibliothek und der Finanzierung von Horace Fairbanks. |
| 13 | Shelburne Farms                              |                                   | 3. Jan. 2001  | Shelburne                                         | Chittenden | 1886 von Dr. William Seward Webb und Eliza Vanderbilt Webb als Muster-Landwirtschaftsanwesen gebaut.                                                                              |
| 14 | Stellafane Observatory                       |                                   | 20. Dez. 1989 | North Springfield 43° 16′ 33,8″ N, 72° 31′ 9,7″ W | Windsor    | Enthält das Clubhaus der Springfield Telescope Makers, Inc. und das erste große optische Teleskop (1930), das von einer Amateurastronomiegesellschaft gebaut wurde.               |
| 15 | Ticonderoga                                  | Dampfschiff Ticonderoga           | 28. Jan. 1964 | Shelburne 44° 22′ 29,8″ N, 73° 13′ 53,5″ W        | Chittenden | Ein 67 m langes Dampfschiff, das 1906 in Shelburne gebaut wurde. |
| 16 | Vermont State House                          | Vermont State House in Montpelier | 30. Dez. 1970 | Montpelier 44° 15′ 37,5″ N, 72° 34′ 50,8″ W       | Washington | Das Capitol und Sitz der Legislative in Vermont. |
| 17 | Emma Willard House                           | Emma Willard House                | 21. Dez. 1965 | Middlebury 44° 0′ 20″ N, 73° 10′ 28,9″ W          | Addison    | Wohnhaus von Emma Willard, einer einflussreichen Pionierin in der Entwicklung der Frauenbildung in den Vereinigten Staaten.                                                       |